# سارگیس ساکانیان
سارگیس شامیری ساکانیان (ارمنی: Սարգիս Շամիրի Սաքանյան؛  زادهٔ ۱ سپتامبر ۱۹۰۸ - درگذشته ۱۳ فوریهٔ ۱۹۸۶) یک داروساز و استاد اهل ارمنستان بود.

## زندگی‌نامه
در ۱ سپتامبر ۱۹۰۸ در لجان به دنیا آمد و از انستیتو دام‌پروری و دام‌پزشکی ایروان (۱۹۳۵) دانشگاه پزشکی دولتی ایروان (۱۹۴۱) فارغ‌التحصیل شد. وی در  انستیتو دام‌پروری و دام‌پزشکی ایروان فعالیت می‌کرد.  وی همچنین برنده دانشمند شایسته ارمنستان شوروی (۱۹۶۸) شده است. وی در ۱۳ فوریهٔ ۱۹۸۶ در سن ۷۷ سالگی در ایروان درگذشت.

## یادداشت
1. ↑  կենսաբանական գիտությունների դոկտոր